# Książnica Beskidzka
Książnica Beskidzka – miejska biblioteka publiczna z siedzibą w Bielsku-Białej. 

## Historia
Historia biblioteki, pierwotnie pod nazwą Miejska Biblioteka Publiczna w Bielsku-Białej, rozpoczyna się w roku 1951, kiedy połączono publiczne instytucje biblioteczne wcześniej odrębnych miast Bielska i Białej: Miejską Bibliotekę Publiczną w Białej (zał. 1947) i Miejską Bibliotekę Publiczną w Bielsku (zał. 1948). Zarazem odwołuje się ona do starszych tradycji prywatnych bibliotek polskich na terenie dwumiasta związanych z działalnością Czytelni Polskiej w Białej (od 1868) i Domu Polskiego w Bielsku (od 1902). 
Po utworzeniu województwa bielskiego dokonano z dniem 1 sierpnia 1975 połączenia biblioteki miejskiej i powiatowej w Wojewódzką Bibliotekę Publiczną w Bielsku-Białej. Ponowne przekształcenie w Miejską Biblioteką Publiczną nastąpiło od 1 stycznia 1999 w związku z kolejną reformą podziału administracyjnego. 8 czerwca 1999 nadano instytucji nowy status jako samorządowej instytucji kultury i nazwę Książnica Beskidzka w Bielsku-Białej.

## Działalność
Instytucja podzielona jest organizacyjnie na siedem działów merytorycznych i pięć działów administracyjnych. Prowadzi osiem Dyskusyjnych Klubów Książki.

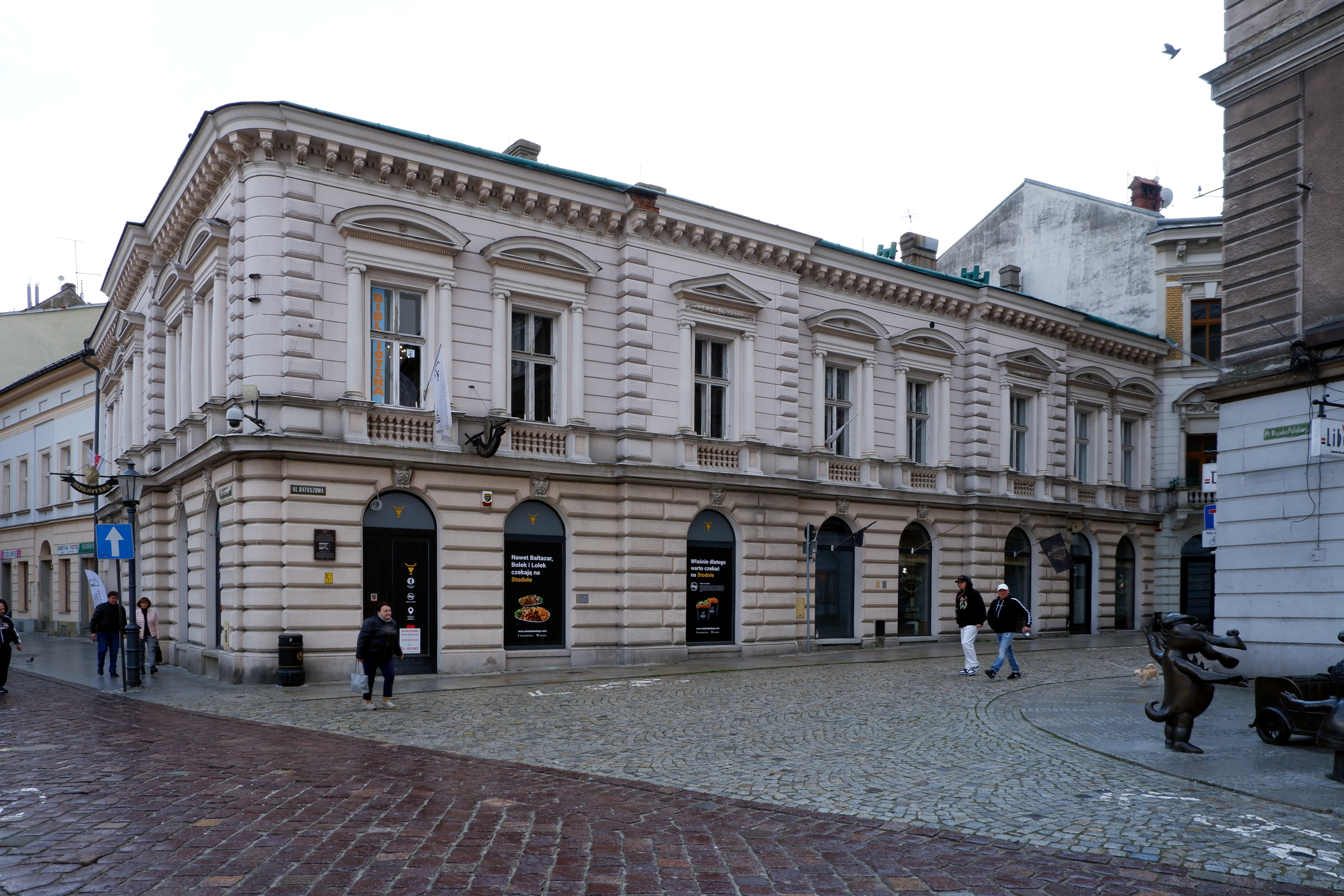
Pałacyk Strzygowskich – siedziba Dzielnicowej Biblioteki Publicznej

Zbiory udostępniane są w dziewiętnastu placówkach:
- Gmach Główny – ul. Słowackiego 17A
- Dzielnicowa Biblioteka Publiczna – ul. 11 Listopada 40 (dawna biblioteka miasta Białej, z siedzibą w zabytkowym Pałacyku Strzygowskich)
- Dział Zbiorów Specjalnych – ul. Podcienie 9
- Filia Osiedle Grunwaldzkie (Integracyjna) – ul. Rychlińskiego 20
- Filia Hałcnów – ul. Siostry Szewczyk 1
- Filia Kamienica – ul. Karpacka 125
- Filia Komorowice – ul. Olimpijska 16
- Filia Lipnik – ul. Lipnicka 133
- Filia Mikuszowice Krakowskie – ul. Żywiecka 302
- Filia Mikuszowice Śląskie – ul. Olszówka 2
- Filia Stare Bielsko – ul. Sobieskiego 130
- Filia Straconka – ul. Górska 133
- Filia Wapienica – ul. Cieszyńska 365
- Filia Osiedle Beskidzkie – ul. Babiogórska 11
- Filia Osiedle Karpackie – ul. Doliny Miętusiej 15
- Filia Osiedle Kopernika – ul. Jasionowa 13
- Filia Osiedle Słoneczne – ul. Reja 18
- Filia Osiedle Wojska Polskiego – ul. Stawowa 29
- Filia Osiedle Złote Łany – ul. Jutrzenki 20

Książnica Beskidzka podpisała umowy o współpracy i wzajemnej wymianie kulturalnej z placówkami w miastach partnerskich Bielska-Białej na terenie Republiki Czeskiej, Słowacji i Węgier: od 18 stycznia 2000 z Biblioteką Wojewódzką (Krajská knižnica) w Żylinie, od 26 stycznia 2000 z Biblioteką Miejską (Městská knihovna) we Frydku-Mistku i od 1 grudnia 2006 z Biblioteką Wojewódzką im. Ferenca Verseghy (Verseghy Ferenc Megyei Könyvtár) w Szolnoku. Owocem współpracy są m.in. organizowane przez bibliotekę co roku festiwale kultury czeskiej, słowackiej i węgierskiej, czy też otwarcie w 2013 przy filii na osiedlu Złote Łany Czeskiego Centrum Informacji i Edukacji.

## Gmach główny

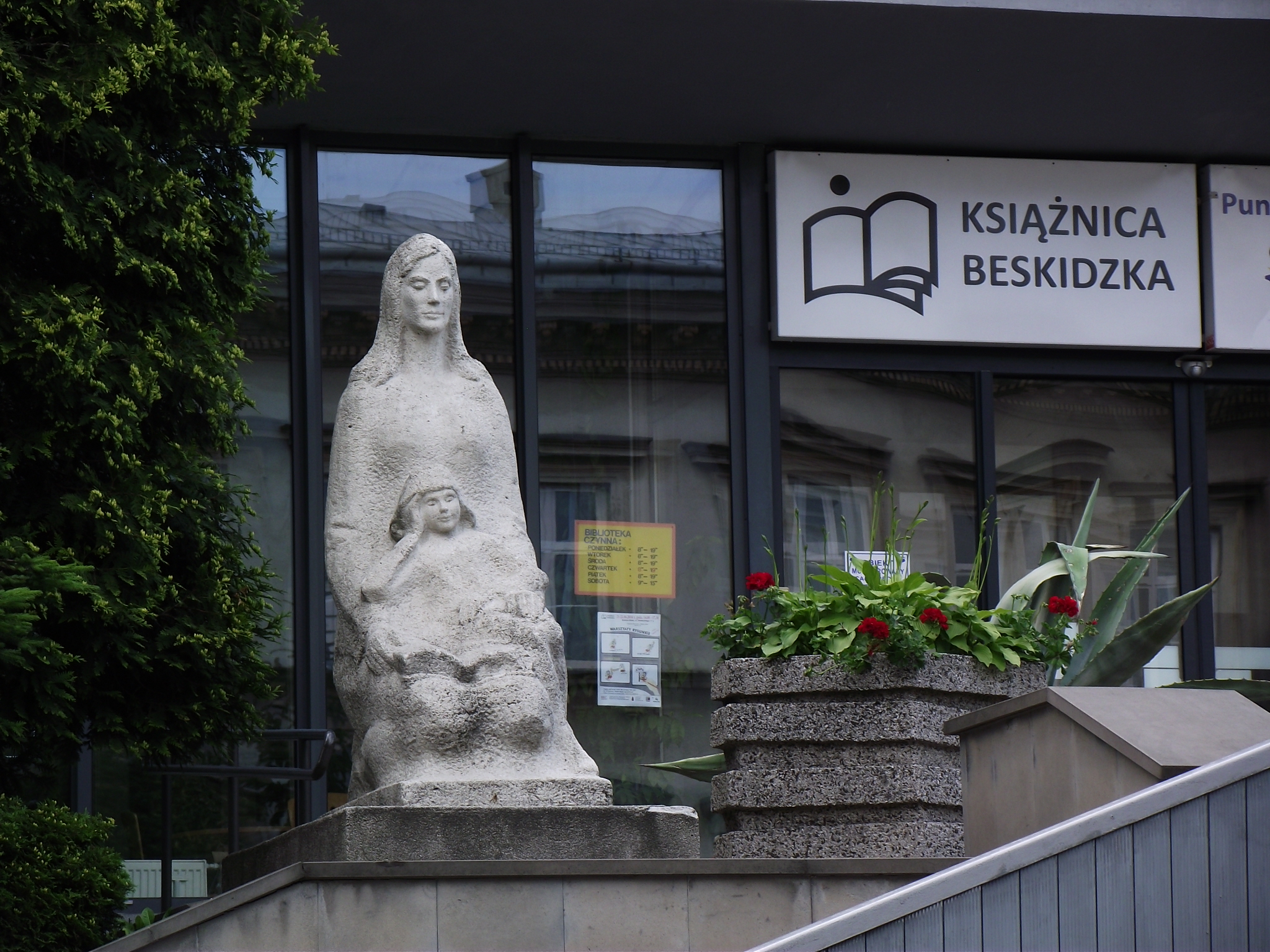
Rzeźba Poczytaj mi mamo przed wejściem do gmachu głównego Książnicy Beskidzkiej

Główną siedzibą Książnicy Beskidzkiej jest modernistyczny budynek przy ul. Słowackiego 17A na Dolnym Przedmieściu (wcześniej niezabudowana przestrzeń pomiędzy dwiema XIX-wiecznymi halami sportowymi). Został zaprojektowany przez Helenę Siedlecką-Górny i Oskara Górnego w 1964, a oddany do użytku 10 lutego 1973.
Obiekt ma prostą formę z wysuniętymi przed lico przeszkleniami. Parter był koncypowany jako przestrzeń reprezentacyjna z salą wielofunkcyjną i pomieszczeniami administracyjnymi. Wypożyczalnia i czytelnia główna znajdują się na piętrze. Trzecią – najwyższą – kondygnację zajmują biura i magazyn. Wystrój wnętrz zaprojektował Tadeusz Bajwoluk. Przed wejściem umieszczoną rzeźbę Poczytaj mi mamo dłuta Jana Grabowskiego, który jest również autorem stiukowej płaskorzeźby z Pegazem w holu na pierwszym piętrze.